# Club Estudiantes de La Plata
Maillots
Actualités
L'Estudiantes de La Plata est un club argentin de football fondé le 2 août 1905 à La Plata.
Le club a remporté sur le plan international une Coupe intercontinentale en 1968 et six Copas Libertadores, et sur le plan national quatre championnats d'Argentine. Vainqueur de la Copa Libertadores en 2009, il est finaliste de la coupe du monde des clubs la même année. Son grand rival est le Club de Gimnasia y Esgrima La Plata, avec lequel chaque année il dispute le « Clásico Platense ».
Le club évolue au stade Jorge Luis Hirschi (es).

## Histoire
Le nom du club a inspiré le club belge de handball l'Estudiantes Handball Club Tournai.

### Naissance du club

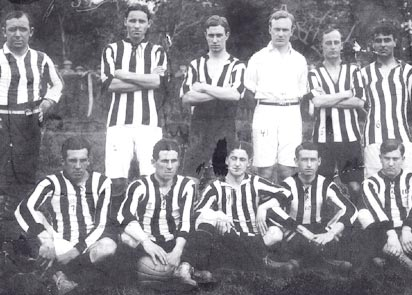
L'Estudiantes de La Plata en 1912.

Le 4 août 1905, un groupe de jeunes universitaires de La Plata pratiquant le football décide de créer le Club Atlético Estudiantes dont la principale activité est le football (le club se dotera au fur et à mesure des années de sections de basket-ball, handball, hockey sur gazon, tennis, natation ou encore de golf entre autres). Le club est fondé dans le magasin de chaussures « New York » entre la 57e et la 58e rue de La Plata.
Son premier président, Miguel Gutiérrez, est élu le 28 août de la même année. La création de ce club de football tient au souhait des étudiants de se démarquer du Club de Gimnasia y Esgrima La Plata, principal club de la ville, qui lui privilégie les sports de salle (négligeant de plus en plus le football après la fermeture de leur terrain de la 13e et 71e rue). 
Son maillot composé de bandes verticales rouges et blanches (adopté le 28 juillet 1906) fait référence à l'Alumni Athletic Club, club de football créé en 1891 à Buenos Aires, qui domine alors le Championnat d'Argentine.
L'Estudiantes inaugure le 7 décembre 1907 son stade, sur la « First avenue » de La Plata, où il remporte la ligue amateure d'Argentine en 1913.

### Débuts dans l'ère professionnelle
Quand le professionnalisme est mis en place en Argentine en 1931, l'Estudiantes devient un club de premier plan. Il s'appuie sur une ligne offensive célèbre composée de Michel Lauri (international argentin et français), Alejandro Scopelli (international argentin et italien), Alberto Zozaya (international argentin), Manuel Ferreira (international argentin) et Enrique Guaita (international argentine et italien, champion du monde 1934) surnommés « les Professeurs ». La ligne défensive est occupée par Armando Nery ainsi que les frères Roberto et Raoul Sbarra. Zozaya inscrit le premier but de l'ère professionnelle du club et termine meilleur buteur du Championnat inaugural d'Argentine en 1931.
En 1937, le stade se dote d'un éclairage pour les matchs du soir, il s'agit d'un des clubs pionniers dans ce domaine en Argentine. Les années 1950 sont marquées par la relégation sportive du club en 1953, qui remonte en première division la saison suivante.

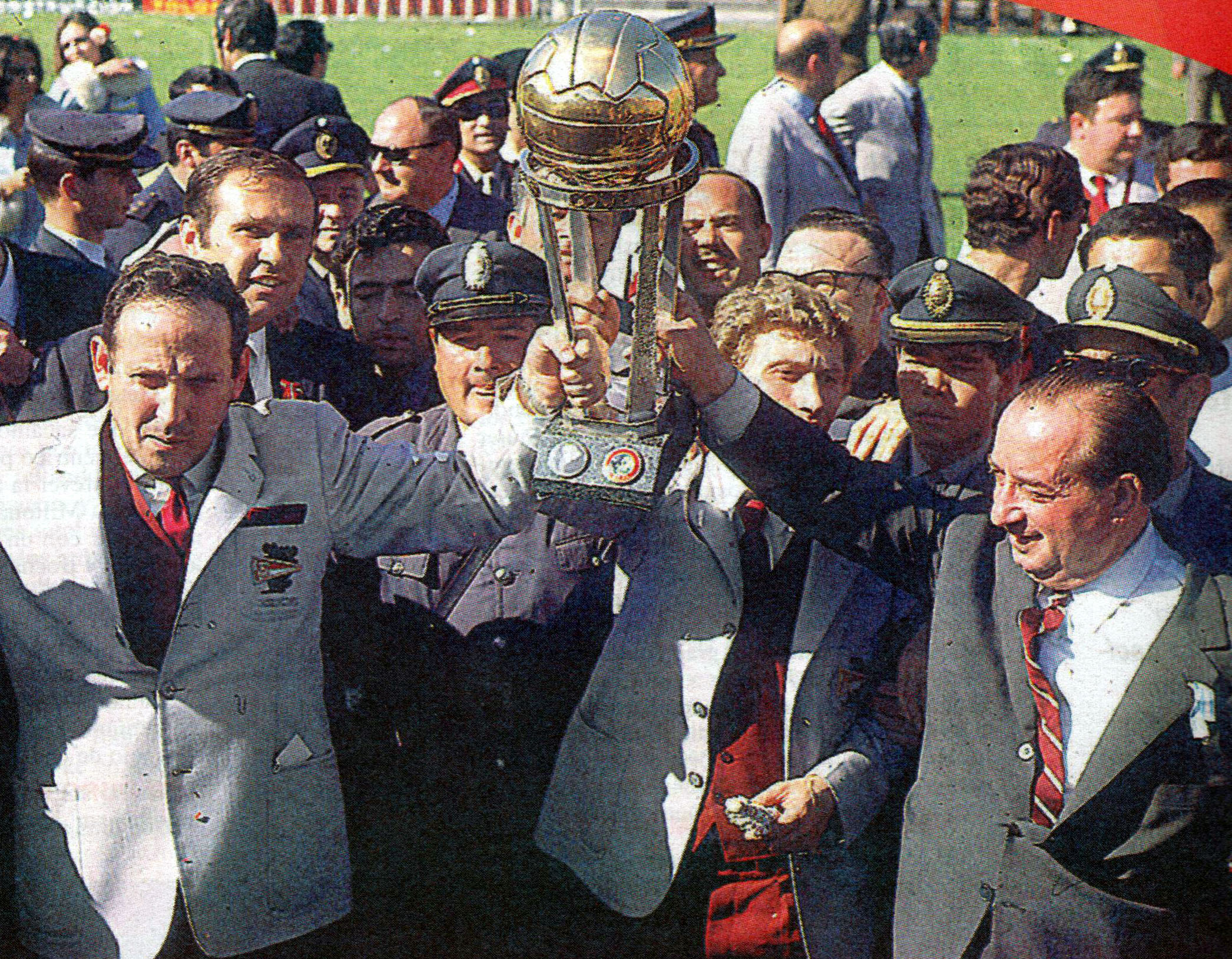
Estudiantes remporte la coupe intercontinentale en 1968.

### Premiers titres majeurs
Dans les années 1960, sous la houlette de l'entraîneur Osvaldo Zubeldía (es), le club met en place une équipe jeune terriblement douée, surnommée « la tercera que mata », dont Carlos Bilardo est le capitaine. Elle remporte le premier championnat professionnel du club en 1967. Ce titre est un véritable exploit puisqu'il s'agit de la première victoire d'un club en dehors des « Cinq grands » (CA River Plate, Boca Juniors, Racing Club, CA Independiente et CA San Lorenzo). Il ouvre la voie des succès aux « petits clubs » puisque le CA Vélez Sársfield remporte le championnat en 1968 puis le CA Chacarit Juniors en 1969.
Ce succès permet à l'équipe de découvrir la Copa Libertadores, compétition continentale d'Amérique du Sud, dont elle remporter les trois éditions suivantes, en 1968, 1969 et 1970. L'Estudiantes est alors le premier club à réaliser ce triplé, avant que l'Independiente ne batte ce record avec quatre succès consécutifs. Les Argentins remportent également la Coupe intercontinentale contre les Anglais de Manchester United en 1968. Il remporte également la Copa Interamericana en 1969 contre le Club Toluca.
En 1969, l'Estudiantes perd la Coupe intercontinentale face à l'AC Milan, à l'issue d'une rencontre très violente, arrêtée sur ordre du Président argentin Juan Carlos Onganía. Alberto Poletti est exclu à vie du football et l'entraîneur Zubeldia reçoit le cliché d'antifootball[Quoi ?]. En 1970, les Argentins sont de nouveaux battus en intercontinentale par le Feyenoord Rotterdam.
Durant les années 1970 et 1980, Carlos Bilardo devient l'entraîneur du club sur plusieurs périodes, reprenant en partie les principes de jeu offensifs de Zubeldía. En 1982, il mène le club à son second titre de championnat argentin. Eduardo Luján Manera (es) (également ancien joueur du club) lui succède dans les années 1980 et remporte de nouveau un championnat en 1983.

### Depuis les années 1990
Revenu dans le rang dans les années 1990, le club est même relégué en 1994 pour finalement remonter la saison suivante. Cependant, les résultats du club sont médiocres avant le retour de Bilardo en 2003 qui refonde les bases du club, avant que son travail ne soit poursuivi par Reinaldo Merlo et Jorge Burruchaga. En 2006, l'ancien international Diego Simeone reprend le club et décide de construire l'équipe autour de Juan Sebastián Verón, revenu après onze années d'exil en Europe. Il remporte le championnat d'ouverture en 2006 après une victoire 2-1 contre Boca Juniors.
Après les passages de Roberto Sensini et Leonardo Astrada, Alejandro Sabella mène le club à la victoire en Copa Libertadores, la quatrième de son histoire, le 15 juillet 2009 contre les Brésiliens du Cruzeiro EC. Ce succès permet au club d'Estudiantes de disputer la Coupe du monde des clubs 2009, où il est défait en finale par le FC Barcelone après prolongation (2-1 a.p.).

## Palmarès
| Compétitions nationales | Compétitions internationales |

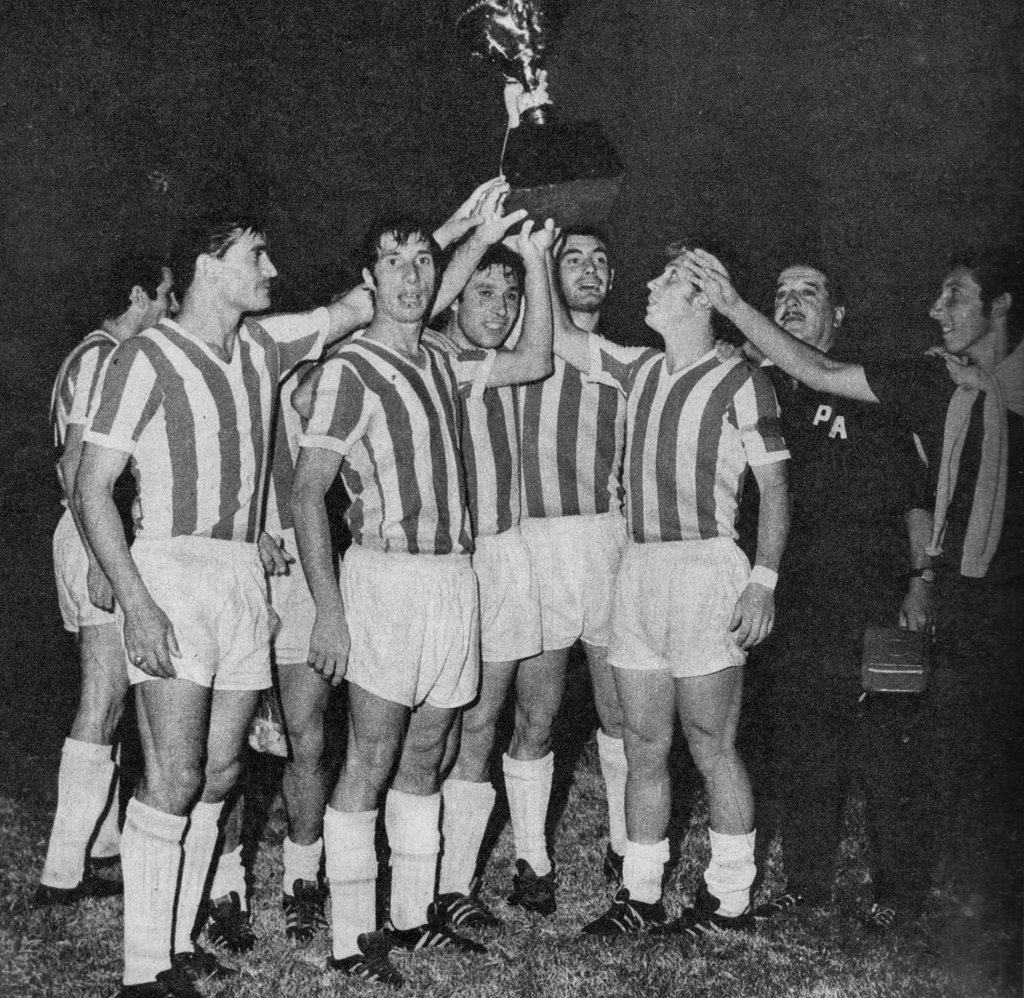
L'Estudiantes fêtant la Copa Libertadores en 1969.

| - Championnat d'Argentine (6) : - Champion : 1913, 1967, 1982, 1983, 2006 (Apertura), 2010 (Apertura). - Vice-champion : 1914, 1919, 1930, 1967, 1968, 1975. - Coupe d'Argentine (1) : - Vainqueur : 2023 - Coupe de la Ligue professionnelle argentine (1) : - Vainqueur : 2024 - Trophée des champions de la Ligue professionnelle argentine (1) - Vainqueur : 2024 - Supercoupe d'Argentine : - Finaliste : 2023 - Championnat d'Argentine de deuxième division (3) : - Champion : 1911, 1954 et 1995. | - Coupe intercontinentale (1) : - Vainqueur : 1968. - Finaliste : 1969 et 1970. - Internacional Copa Mohamed-V (1) : - Vainqueur : 1972. - Coupe du monde des clubs : - Finaliste : 2009. - Copa Libertadores (4) : - Vainqueur : 1968, 1969, 1970 et 2009. - Finaliste : 1971. - Copa Sudamericana : - Finaliste : 2008. - Recopa Sudamericana : - Finaliste : 2010. - Copa Interamericana (1) : - Vainqueur : 1969. |

## Infrastructures

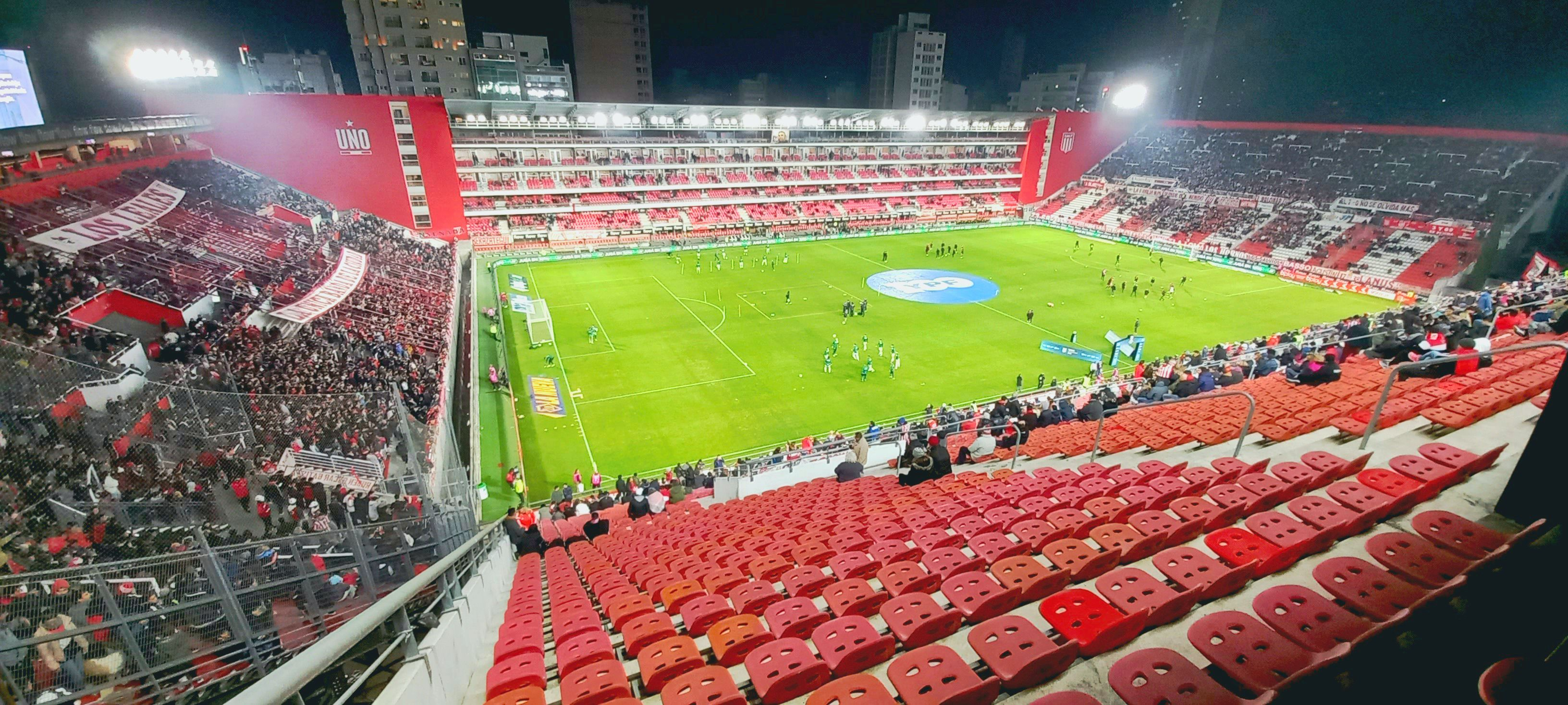
Stade Jorge Luis Hirschi en 2022

L'équipe d'Estudiantes évolue au stade Jorge Luis Hirschi depuis 1907. C'est l'un des deux plus anciens stades parmi les équipes de Première Division car il est situé sur l'actuel Paseo del Bosque, depuis février 1906, date à laquelle la construction a  démarré.
Il a été détruit en 2007 puis reconstruit entre 2008 et 2019, il est considéré comme l'un des stades de football les plus modernes au monde en raison de ses innovations technologiques et de sa durabilité environnementale. 
Il a une capacité de 32 530 spectateurs.

## Personnalités du club

### Présidents
| Président          | Période   |
| ------------------ | --------- |
| Miguel Gutiérrez   | 1905      |
| Nazario Roberts    | 1906-1908 |
| Carlos Lartigue    | 1909-1910 |
| Silvestre Oliva    | 1911-1912 |
| Agustín Gambier    | 1913-1914 |
| Carlos Lartigue    | 1915      |
| Silvestre Oliva    | 1916      |
| Carlos Lartigue    | 1917      |
| Adolfo Gilbert     | 1918-1919 |
| Carlos Jaunarena   | 1920      |
| José María Grau    | 1921      |
| Adolfo Gilbert     | 1922      |
| Julio Urdaniz      | 1923-1926 |
| Jorge Luis Hirschi | 1927-1932 |
| José Rozas         | 1932-1934 |
| Conrado Bauer      | 1934-1937 |
| Manuel Lavié       | 1937-1939 |
| Pedro Osácar       | 1940-1946 |
| Luis María Cánepa  | 1947-1948 |
| Pedro Osácar       | 1949-1951 |

| Président           | Période   |
| ------------------- | --------- |
| César Ferri         | 1952      |
| Raúl Betelú         | 1953-1955 |
| César Ferri         | 1955-1957 |
| Víctor Sautel       | 1958-1960 |
| Mariano Mangano     | 1960-1970 |
| Mario Martínez      | 1970-1971 |
| Zelindo Lentini     | 1972      |
| Ignacio Ercoli      | 1973-1981 |
| Raúl Correbo        | 1982-1986 |
| Luis María Ferella  | 1986      |
| Nelson Oltolina     | 1986-1990 |
| Ignacio Ercoli      | 1990-1993 |
| José Riccione       | 1993-1994 |
| Daniel De la Fuente | 1994-1997 |
| Edgardo Valente     | 1997-1999 |
| Guillermo Cicchetti | 1999-2002 |
| Julio Alegre        | 2002-2005 |
| Eduardo Abadie      | 2005-2008 |
| Rubén Filipas       | 2008-2011 |
| Enrique Lombardi    | 2011-     |

### Entraîneurs
Osvaldo Zubeldía (es) et Carlos Bilardo ont mené le club à la majorité de ses titres.
En février 2011, Eduardo Berizzo est nommé entraîneur à la place d'Alejandro Sabella.
| Entraîneur           | Période       |
| -------------------- | ------------- |
| Jaime Rottman        | 1933          |
| Eulogio Fernández    | 1934          |
| Andrés Gallo         | 1935          |
| Eulogio Fernández    | 1936          |
| Eulogio Fernández    | 1937          |
| Eulogio Fernández    | 1938          |
| Alberto Viola        | 1939          |
| Guillermo Stábile    | 1940          |
| Guillermo Stábile    | 1941          |
| Alberto Viola        | 1942-1945     |
| Eduardo Sande        | 1945          |
| Alberto Zozaya       | 1945-1949     |
| Neil McBain          | 1949-1951     |
| Alberto Viola        | 1952          |
| Roberto Sbarra       | 1953          |
| Alberto Viola        | 1954 (1)      |
| Mario Fortunato      | 1954-1955 (1) |
| Alberto Viola        | 1955 (*)      |
| Miguel Ángel Lauri   | 1955 (*)      |
| Manuel Ferreira      | 1955 (*)      |
| Saúl Ongaro          | 1956          |
| Alberto Viola        | 1957-1958     |
| Juan José Negri      | 1959-1960     |
| Bruno Rodolfi        | 1960          |
| Ricardo Infante      | 1960 (2)      |
| Héctor Antonio       | 1960 (2)      |
| Roberto Sbarra       | 1961 (3)      |
| Juan José Negri      | 1961 (3)      |
| Saúl Ongaro          | 1962-1963     |
| Carlos Aldabe        | 1964          |
| Osvaldo Zubeldía     | 1965-1970     |
| Miguel Ignomiriello  | 1971          |
| Carlos Bilardo       | 1971          |
| José María Silvero   | 1972          |
| / Omar Sívori        | 1972          |
| Armando Mareque      | 1972          |
| Carlos Bilardo       | 1973-1976     |
| Eduardo Luján Manera | 1977          |
| Héctor Antonio       | 1977          |
| Héctor Rial          | 1978          |
| Juan Urriolabeitia   | 1979          |
| José Yudica          | 1980          |
| Rubén Cheves         | 1980-1981     |
| Carlos Pachamé       | 1981          |

| Entraîneur            | Période       |
| --------------------- | ------------- |
| Carlos Bilardo        | 1982          |
| Eduardo Luján Manera  | 1983-1984     |
| Humberto Zuccarelli   | 1985          |
| Eduardo Luján Manera  | 1986          |
| José Ramos Delgado    | 1986          |
| Eduardo Flores        | 1986 (*)      |
| Oscar Malbernat       | 1986-1988     |
| Roberto Avalos        | 1988          |
| Eduardo Solari        | 1988-1990     |
| Humberto Zuccarelli   | 1990-1991     |
| Eduardo Flores        | 1992          |
| Juan Ramón Verón      | 1992 (*)      |
| Daniel Romeo          | 1992          |
| Luis Garisto          | 1992-1993     |
| Higinio Restelli      | 1993 (*) (4)  |
| Roberto Ávalos        | 1993 (*) (4)  |
| Eduardo Solari        | 1993-1994     |
| Miguel Angel Restelli | 1994 (*)      |
| Enzo Trossero         | 1994          |
| Hector Vargas (es)    | 1994 (5)      |
| Abel Ernesto Herrera  | 1994 (5)      |
| Roberto Ávalos        | 1994 (6)      |
| Higinio Restelli      | 1994 (6)      |
| Eduardo Luján Manera  | 1994-1995 (7) |
| Miguel Ángel Russo    | 1994-1995 (7) |
| Rubén Agüero          | 1995 (*) (8)  |
| Marcos Conigliaro     | 1995 (*) (8)  |
| Daniel Córdoba        | 1995-1997     |
| Patricio Hernández    | 1998-1999     |
| Francisco Ferraro     | 1999-2000     |
| Eduardo Solari        | 2000          |
| Néstor Craviotto      | 2000-2002     |
| Oscar Malbernat       | 2002-2003     |
| Carlos Bilardo        | 2003          |
| Carlos Pachamé        | 2003          |
| Carlos Bilardo        | 2004          |
| Reinaldo Merlo        | 2004-2005     |
| Jorge Burruchaga      | 2005-2006     |
| Diego Simeone         | 2006-2007     |
| Roberto Sensini       | 2008          |
| Leonardo Astrada      | 2008-2009     |
| Alejandro Sabella     | 2009-2011     |
| Eduardo Berizzo       | 2011          |
| Miguel Ángel Russo    | 2011          |

- (*) Interim
- (1) (2) (3) (4) (5) (6) (7) (8) Direction technique

### Joueurs emblématiques

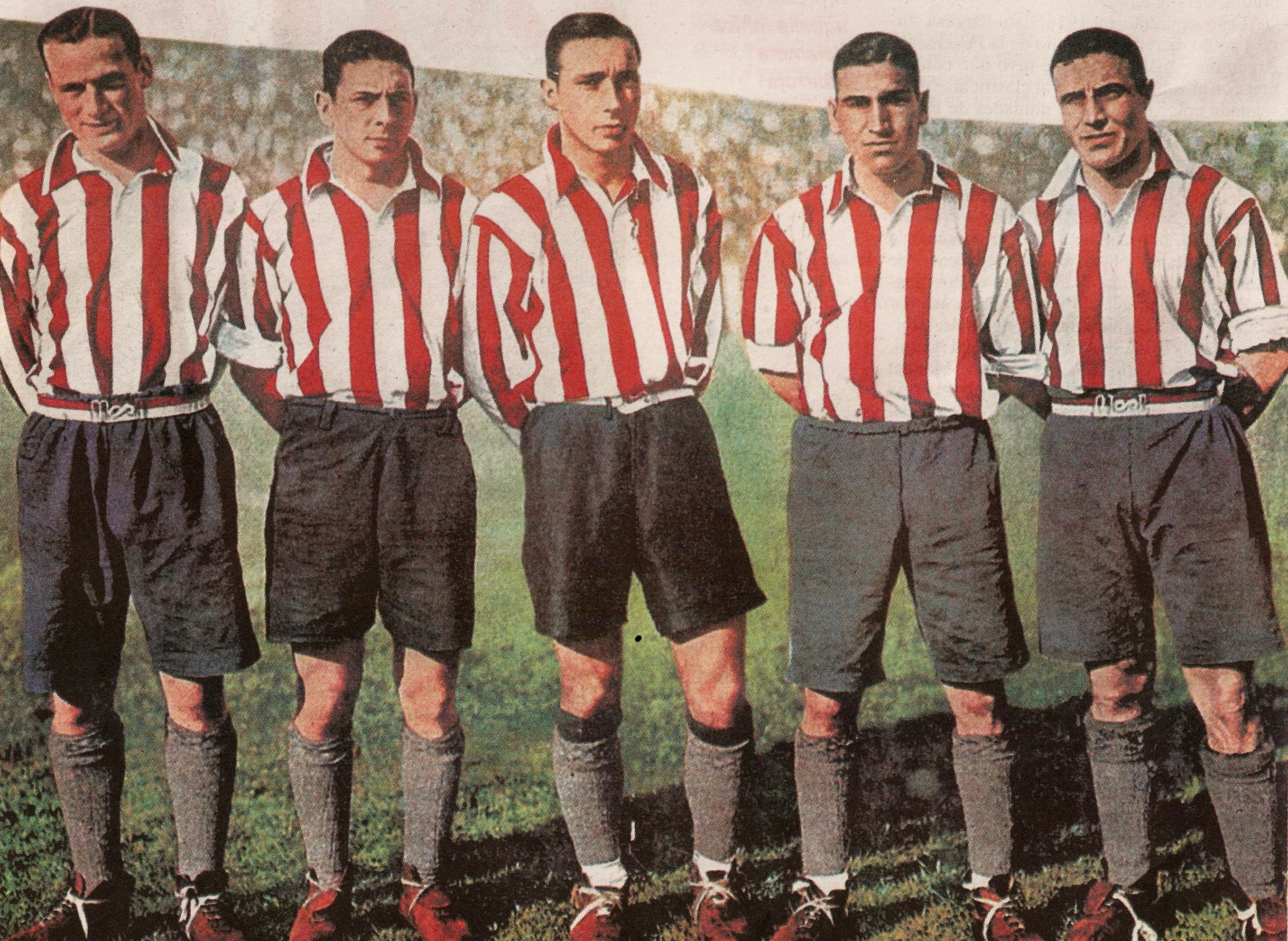
Les « professeurs ».

Dans les années 1930, Miguel Ángel Lauri, Alejandro Scopelli, Alberto Zozaya, Manuel Ferreira et Enrique Guaita sont surnommés les « professeurs ».
Dans les années 1950, les joueurs qui marquent le club sont le gardien Gabriel Mario Ogando (es), Juan Eulogio Urriolabeitía (es), Ricardo Infante ou Manuel Pelegrina (es), ce dernier étant le meilleur buteur de l'histoire du club avec 221 buts.
Les joueurs marquants de la fin des années 1960, outre le gardien, sont Juan Ramón Verón, Marcos Conigliaro, Raúl Madero (es) ou Juan Echecopar (es).
Au début des années 1980, les succès en championnat se sont construits autour de joueurs clefs tels que les attaquants Hugo Ernesto Gottardi (es) et Guillermo Trama (es), les milieux José Daniel Ponce, Alejandro Sabella, Marcelo Trobbiani et Miguel Ángel Russo, ainsi que les défenseurs José Luis Brown, Julián Camino (es) et Abel Ernesto Herrera (es). Devenu sélectionneur national, l'ancien joueur et entraîneur d'Estudiantes Carlos Bilardo mène l'équipe d'Argentine au succès en Coup du monde 1986 où Brown (capitaine d'Estudiantes) inscrit le premier but de la finale contre l'équipe de RFA.
Depuis les années 1990, le club se fait reconnaître comme un club formateur, d'où sortent de nombreux joueurs talentueux tels que Martín Palermo, Luciano Galletti, Bernardo Romeo, Ernesto Farias ou Mariano Pavone, tous attaquants, ainsi que Juan Sebastián Verón, José Ernesto Sosa ou Pablo Piatti.

## Culture populaire

### Couleurs et blason
Les couleurs d'Estudiantes sont le rouge et le blanc, reprenant les couleurs et le dessin du maillot utilisé par la Buenos Aires English High School et son successeur, l'Alumni Athletic Club.

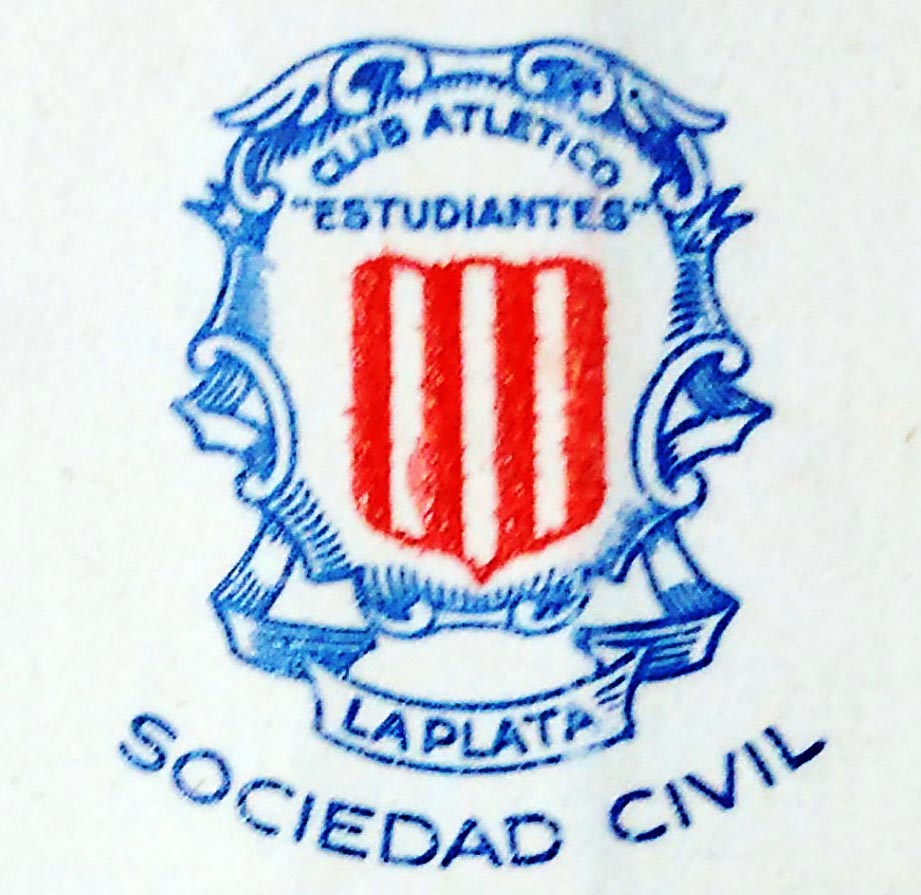
Blason adopté lors de la fondation du club
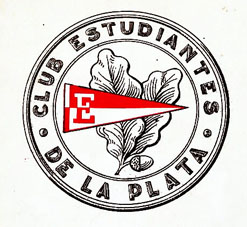
Blason adopté par le club en 1934

### Hymnes
L'hymne du club (simplement nommé himno de Estudiantes de La Plata) a été enregistré dans les années 1960 par le chanteur de tango populaire, Jorge Sobral, un partisan bien connu d'Estudiantes et l'un des chanteurs les plus importants de la musique populaire argentine.
Une chanson officielle, intitulée El cielo nos queda muy chico, a été composée en 2008 par le musicien originaire de La Plata, Iván Sadovsky.

### Surnoms
Le club identifie le lion comme sa mascotte officielle, d'où le surnom. Néanmoins, le surnom le plus populaire est celui de Pinchas, diminutif de Pincharratas (disséqueurs de rats), adjectif péjoratif utilisé par les supporters de Gimnasia y Esgrima.
Il existe trois versions quant à son origine: 
Un des premiers supporters du club, Felipe Montedónica, aurait été employé dans un bar à chasser les rats.
Les premiers supporters du club étaient des étudiants universitaires qui, en plus, travaillaient comme balayeurs dans le Paseo del Bosque et nettoyaient les feuilles avec des pointes qu'ils utilisaient également pour attraper des rats.
La troisième soutient que bon nombre de ces étudiants universitaires étudiaient à la Faculté de médecine de l'Université nationale de La Plata et avaient l'habitude de mener des expériences avec des rats au cours de leurs études.

### Supporters
Estudiantes comptait, en 2022, 50 000 socios , et plus de 120 clubs de supporters distincts dans d'autres villes du pays ou dans le monde.
Une enquête réalisé en mai 2022 le plaçait au huitième rang des clubs les plus supportés d'Argentine.

### Leclásicode La Plata
Le club entretient une très forte rivalité avec l'autre club de la ville, Gimnasia y Esgrima La Plata. Ils disputent le Clásico Platense.

### Autres rivalités
En plus du clásico de La Plata, Estudiantes entretient d'autres rivalités mineures avec les "cinq grands" du football argentin : Boca Juniors, River Plate, Independiente, Racing Club et San Lorenzo. Le club a également développé une certaine rivalité avec Huracán et Vélez Sarsfield et, au niveau international, avec le Club Nacional de Football d'Uruguay, club affronté le plus de fois en Copa Libertadores de son histoire (7 victoires d'Estudiantes, 5 nuls et 3 défaites, en 15 matches officiels, de 1969 à 2022).